# Rawilpass
Der Rawilpass (französisch Col du Rawil oder Col du Rawyl) ist ein 2428 m ü. M. hoher Schweizer Bergübergang in den Berner Alpen.

Blick auf den Rawilpass mit dem Wildhorn und dem Rawilhorn 1905

## Geographie
Über die Passhöhe verläuft die Grenze zwischen den Kantonen Bern und Wallis. Der Pass stellt die Verbindung zwischen Lenk im Simmental und dem mittleren Rhonetal östlich von Sitten her. Durch den Rawilpass wird die Wildhorngruppe im Westen von der Wildstrubelgruppe im Osten getrennt.
Nahe der Passhöhe befinden sich mehrere kleine Bergseen, in der Mitte das Rawilseeleni. Südlich an den Pass schliesst ein Hochtal (Alpage du Rawil) an, das ausgedehnte alpine Weiden besitzt, durchsetzt mit einigen Karren- und Geröllfeldern. Die Liène entwässert das Gebiet des Rawilpasses nach Süden zur Rhône.

## Erschliessung
Der Pass war bereits in römischer Zeit sowie im Mittelalter begangen und stellte einen wichtigen Übergang vom Berner Oberland ins Mittelwallis dar. Der eigentliche Saumweg über den Rawilpass beginnt im Norden auf der Iffigenalp, die heute mit einem Postautokurs (Kleinbus) oder mit dem Auto über eine zeitlich geregelte Strasse erreicht werden kann. Der Weg schlängelt sich in Serpentinen durch eine Felswand hinauf. Er musste im 18. Jahrhundert aus dem Fels freigesprengt werden.
Zu Beginn des 20. Jahrhunderts wurde eine Schmalspurbahn von Sitten nach Lenk über den Rawil geplant, welche den Rawilpass in einem 2,8 km langen Scheiteltunnel auf 2050 m ü. M. unterquert hätte. Das Projekt wurde von den Kantonen Wallis und Bern sowie dem Bundesrat 1912 gutgeheissen, jedoch nicht umgesetzt.
Im Süden endet der Weg beim Stausee Lac de Tseuzier, der ebenfalls durch Postauto oder Auto angefahren werden kann. Am Westhang des Weisshorns östlich der Passhöhe stehen auf 2791 m ü. M. die Wildstrubelhütten des Schweizer Alpen-Clubs SAC, die bei einer Passüberquerung oft als Unterkunft dienen.
In den 1950er Jahren wurde die nichtöffentliche Militärseilbahn (MSB5) zur Erschliessung der militärischen Radarstation auf dem Weisshorn erstellt. 2002 wurde die erste Sektion, von der Iffigenalp zur Mittelstation Rawilpass durch eine moderne 18er-Kabinenbahn ersetzt.

## Nationalstrassenprojekt
Im Rahmen des Schweizer Nationalstrassennetzes war zwischen 1960 und 1986 vorgesehen, eine direkte Verbindung zwischen Bern und Sitten zu schaffen. Die damalige Nationalstrasse N6 sollte von ihrem heutigen Ende bei Wimmis durch das Simmental weitergeführt werden und den Rawilpass in einem rund 4 km langen Scheiteltunnel unterqueren.
Diese Planungen wurden 1986 aufgegeben: Einerseits hatte ein auf der Walliser Seite auf 1200 m ü. M. gebauter Sondierstollen zu übermässiger Entwässerung des Gebirges geführt, was 1978 durch eine starke Verformung der Staumauer des naheliegenden Lac de Tseuzier aufgefallen war. Andererseits war der Bau einer Autobahn im Simmental politisch umstritten geworden: Sowohl eine Petition als auch eine 1982 mit 124'738 Stimmen eingereichte Volksinitiative richteten sich gegen die Rawil-Nationalstrasse. Die Opposition dagegen angeführt hat Ernst Zbären, der 1973 das Aktionskomitee «Pro Simmental» gründete. 1980 wurde u. a. Nationalrat Richard Bäumlin in den Vorstand des Vereins gewählt.